# Erkki Kataja
Erkki Olavi Kataja (19. června 1924, Kuusankoski – 27. dubna 1969, Kuusankoski) byl finský atlet, tyčkař, který získal na letních olympijských hrách v roce 1948 v Londýně stříbrnou medaili za výkon 420 cm.
Na olympiádě v roce 1952 v Helsinkách skončil na desátém místě. Jeho osobním maximem pod otevřeným nebem bylo 427 cm.